# Tathra
Tathra (/ˈtɑˑθrə/) è una città di mare sulla Sapphire Coast che si trova sulla costa meridionale, nel Nuovo Galles del Sud, in Australia. Secondo il censimento del 2016, Tathra aveva una popolazione di 1.675 abitanti.
I luoghi di interesse nelle vicinanze sono il vecchio molo di Tathra, il Mimosa Rocks National Park e il Bournda National Park. Il Mimosa Rocks National Park inizia all'estremità settentrionale di Tathra Beach e va verso nord per circa 16 km. Ha cinque strade di accesso dalla strada principale Tathra-Bermagui. Il Bournda National Park ha inizio nella baia di Kianinny, all'estremità meridionale di Tathra, e va verso sud per circa 13 chilometri. C'è un sentiero pedonale vicino alla costa, lungo buona parte della sua lunghezza.
Il fiume Bega sfocia nel mare all'estremità settentrionale della spiaggia di Tathra, che è lunga circa 3 chilometri.
Si dice che Tathra significhi "bel paese" o "luogo di gatti selvatici" in un dialetto aborigeno locale.

## Storia

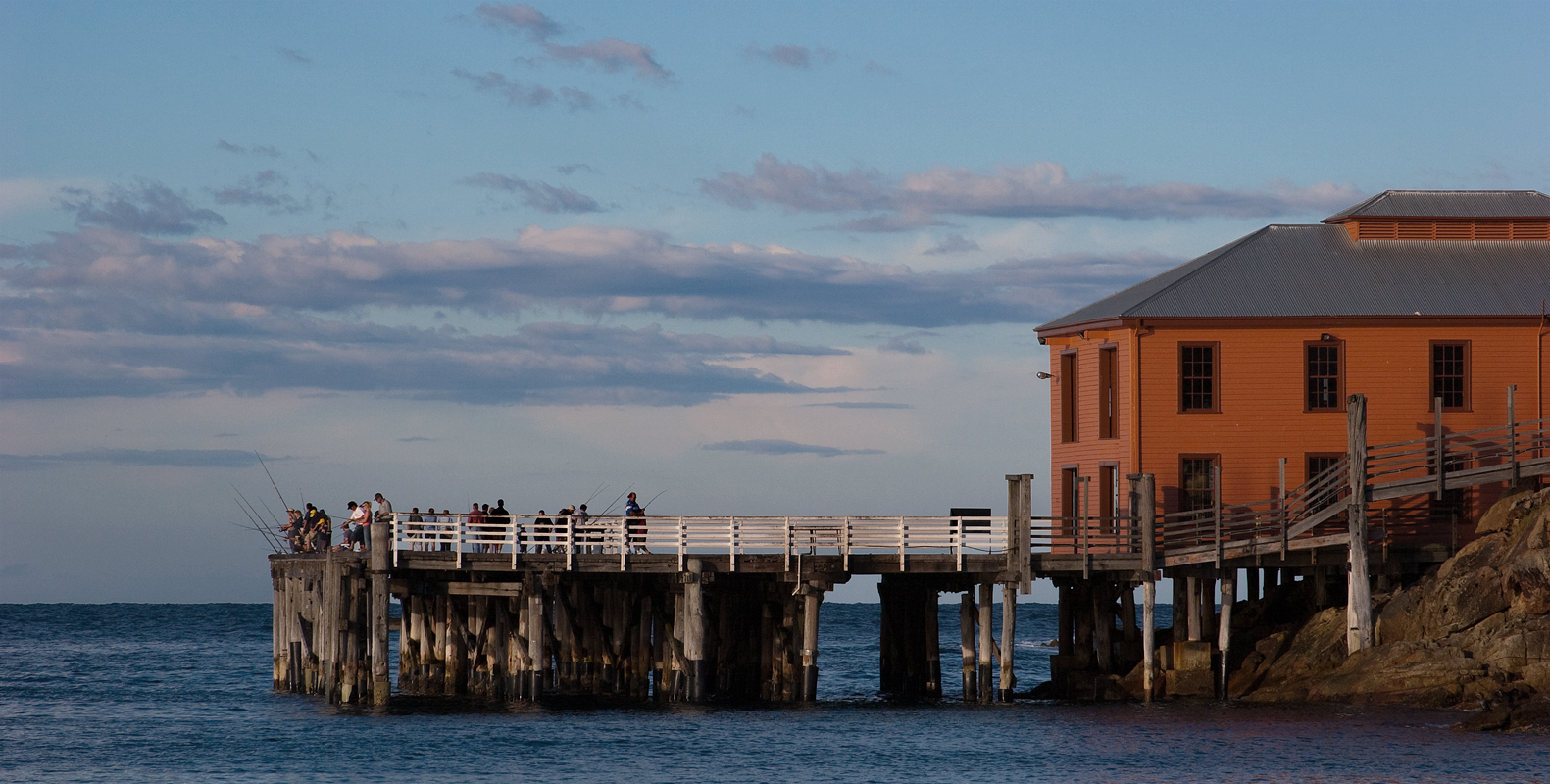
Molo di Tathra

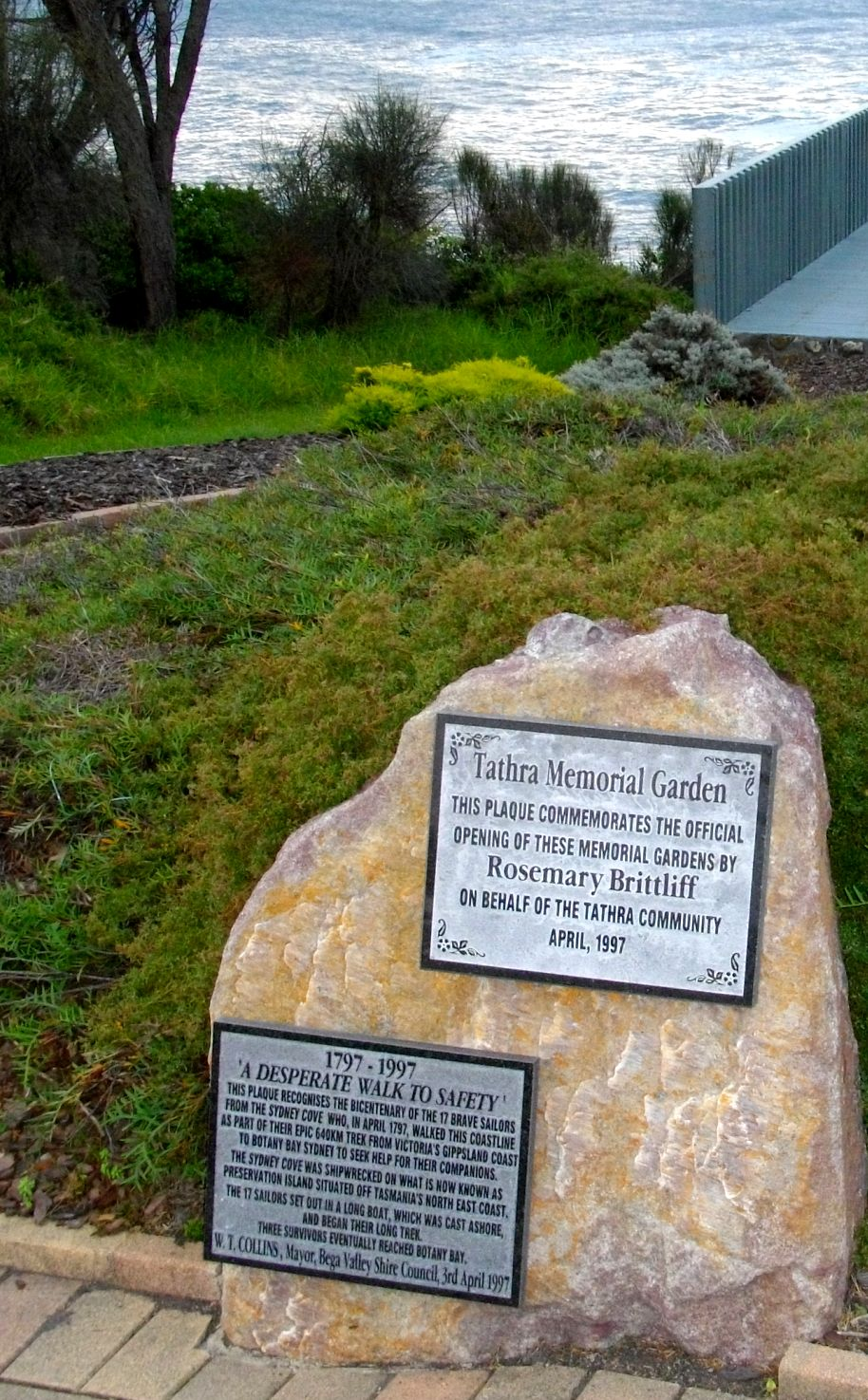
Nei Memorial Gardens sul mare di Tathra, una targa ricorda il bicentenario di un tragico viaggio di dei sopravvissuti a un naufragio.

L'area di Tathra si trova all'interno delle terre tradizionali del popolo Djiringanj, un gruppo di Yuin. Il promontorio di Tathra è il sito di un sambaquì, il che indica che era un luogo prediletto dagli abitanti originari e una fonte di cibo.
Tathra fu colonizzata per la prima volta dagli europei negli anni '20 e '30 del XIX secolo, sebbene fosse al di fuori dei limiti di un insediamento legale, le Diciannove Contee. Dopo un periodo di espropriazione di gran parte delle loro terre e di convivenza con i coloni nella Bega Valley, la popolazione aborigena fu trasferita nella riserva aborigena del lago Wallaga, sotto il controllo dell'Aborigines Protection Board del Nuovo Galles del Sud.
Venne costruito un piccolo molo a Tathra all'inizio del XIX secolo. Nel 1861-62 fu costruito un molo più grande con i fondi donati dagli agricoltori e dalla Illawarra Steam Navigation Company. Le spedizioni marittime regolari iniziarono nel 1862. Il molo, costruito su supporti di trementina incastonati in roccia, è stato restaurato dal National Trust, dal Department of Planning e dai residenti locali. È l'unico molo per piroscafi costiero rimasto nel Nuovo Galles del Sud.
Nel 1945 fu istituito una squadra di vigili del fuoco volontari locale. Nel 2011 il Commissario del Servizio antincendio rurale del Nuovo Galles del Sud ha aperto una nuova stazione accanto a quella vecchia che era in funzione dall'inizio degli anni '70. Nel dicembre 2020 la stazione dei vigili del fuoco della città è stata ampiamente modernizzata, con l'aggiunta di una sala riunioni e di formazione dedicata, con annesse le ultime tecnologie moderne, compresa la possibilità di effettuare videoconferenze. La squadra dei vigili del fuoco di Tathra è oggi una delle più attrezzate dell'estremo sud della costa e, con un addestramento settimanale, è diventata anche una delle più attive.
La città ha anche un Surf Life Saving Club, ovvero un'istituzione australiana completamente volontaria che offre servizi di nuoto per salvamento.
Nel 2008 due bambini sono caduti dal molo. Il loro padre è saltato nell'acqua per tentare il salvataggio, ma tutti e tre sono annegati.
La mattina del 3 aprile 2014, Christine Armstrong, membro del Surf Life Saving Club di Tathra, è stata presa da uno squalo che si ritiene fosse lungo circa 4 metri. La signora Armstrong stava nuotando tra il molo di Tathra e la spiaggia di Tathra con un gruppo di amici e suo marito Rob. Lo squalo non è mai stato individuato. Si ritiene che questo attacco sia il primo in circa 100 anni ed è estremamente strano poiché a Tathra ci sono raramente squali vicino alla baia.

### Incendi boschivi del 2018
Il 18 marzo 2018 è iniziato un incendio boschivo nella località di Reedy Swamp, vicino a Tarraganda, che si è diffuso a est verso Tathra. La sera l'incendio aveva raggiunto la città, distruggendo case e bloccando una delle due uniche strade che portano fuori città. Circa 130 case sono state distrutte o danneggiate. Presso il Bega Showgrounds è stato allestito un centro di evacuazione di emergenza per le persone colpite dall'incendio. Il 19 marzo (lunedì), diverse scuole della zona sono state chiuse a causa dell'incendio (Bega High School, Tathra Public School, Tanja Public School e Bournda Environmental Education Center). Alle 22:40 del 18 marzo, erano già stati bruciati 1.000 ettari. Si ritiene che la mattina del 19 marzo siano andati perduti fino a 70 edifici e più di 200 persone hanno cercato rifugio presso il centro di evacuazione di Bega. Nel pomeriggio del 19 marzo, il New South Wales Rural Fire Service (RFS) ha confermato che 69 case erano state distrutte e 39 erano state danneggiate e che 398 case erano state salvate o non toccate. L'RFS ha affermato che erano "più di settanta" gli edifici distrutti. Il premier del Nuovo Galles del Sud,Gladys Berejiklian, il parlamentare dello stato di Bega Andrew Constance, il deputato federale Mike Kelly e il primo ministro Malcolm Turnbull hanno visitato Tathra subito dopo l'incendio e hanno incontrato le persone evacuate al Bega Showgrounds.

## Patrimoni dell'umanità
Tra i vari siti patrimonio dell'umanità di Tathra troviamo:
- Wharf Road: molo di Tathra

## Infrastrutture e trasporti
Tathra Road collega il centro regionale di Bega 18 km a ovest. Fino all'inizio del XXI secolo, Tathra Road era conosciuta come la Snowy Mountains Highway, che ora corre tra Bega e la Hume Highway passando per Cooma e Tumut.
La Sapphire Coast Drive collega Tathra con Merimbula 25 km a sud e la strada Tathra-Bermagui si collega al porto peschereccio di Bermagui 44 km a nord.
Tathra è servita dalla compagnia locale di autobus Sapphire Coast Bus Lines. Sapphire Coast Bus Lines ha acquistato le piste dalla famiglia Daly all'inizio del 2013. La famiglia Daly gestiva i servizi di autobus dal 1982 sotto il nome di Tathra Bus Service.